# Platysoma takehikoi
Platysoma takehikoi är en skalbaggsart som beskrevs av Ôhara 1986. Platysoma takehikoi ingår i släktet Platysoma och familjen stumpbaggar. Inga underarter finns listade i Catalogue of Life.